# Pingasa subdentata
Pingasa subdentata är en fjärilsart som beskrevs av W. Warren 1894. Pingasa subdentata ingår i släktet Pingasa och familjen mätare. Inga underarter finns listade i Catalogue of Life.